# Aubach
Aubach är ett vattendrag i Österrike. Det ligger i den östra delen av landet, 60 kilometer söder om huvudstaden Wien.
I omgivningarna runt Aubach växer i huvudsak blandskog. Runt Aubach är det tätbefolkat, med 266 invånare per kvadratkilometer.